# 바우네이
바우네이(Baunei)는 이탈리아의 사르데냐 섬 누오로도에 있는 코무네이다. 이 코무네는 며칠에 걸쳐 진행되는 해안 트레킹 코스인 셀바조 블루의 위치로 유명하다.

## 지리
바우네이 코무네는 칼리아리에서 북동쪽으로 약 100 킬로미터 (62 mi) 떨어져 있으며, 토르톨리에서 북쪽으로 약 11 킬로미터 (7 mi) 떨어져 있다. 인기 있는 해변 휴양지인 산타마리아나바레세를 프라치오네로 포함하고 있다.
바우네이는 다음 코무네와 접해 있다: 도르갈리, 로초라이, 탈라나, 트리에이, 우르줄레이.